# Honky Tonk Train Blues/Barrelhouse Shake-Down
Honky Tonk Train Blues/Barrelhouse Shake-Down è il primo singolo da solista del musicista inglese Keith Emerson, pubblicato dalla Manticore (cataloghi: K 13513 e MAN 5406) nel dicembre 1976, che anticipa l'album Works Volume 2 (1977) di tutto il trio ELP.

## I brani

### Honky Tonk Train Blues
Honky Tonk Train Blues è il brano presente sul lato A del disco. Ed è la cover di grande successo dell'omonimo boogie-woogie, composto da Meade Lux Lewis nel 1927. 
Sigle televisive RAI
In Italia, questa versione – arrangiata ed eseguita da Keith Emerson – fu utilizzata dalla Rete 2 (l'odierna Rai 2) come sigla di chiusura della prima edizione del rotocalco televisivo Odeon. Tutto quanto fa spettacolo; mentre la sigla finale dell'edizione successiva era una cover di Maple Leaf Rag, noto ragtime composto da Scott Joplin nel 1899.

### Barrellhouse Shake-Down
Barrelhouse Shake-Down, presente sul lato B del disco, è il brano originale composto da Keith Emerson.

## Tracce
Lato A
1. Honky Tonk Train Blues (Sigla del rotocalco televisivo Odeon. Tutto quanto fa spettacolo) – 3:11 (musica: Meade Lux Lewis; edizioni musicali Peter Maurice Music Co. Ltd.)

Lato B
1. Barrelhouse Shake-Down – 3:52 (musica: Keith Emerson; edizioni musicali Manticore Music Ltd.)